# 十二橋站
十二橋站（日语：／ Jūnikyō eki */?）是位於千葉縣香取市津宮3928番14號，東日本旅客鐵道（JR東日本）的鹿島線車站。

## 歷史
- 1967年（昭和42年）4月：開始建設鹿島線[2]。
- 1968年（昭和43年）6月7日：佐原市長向國鐵關東分社長表示要求於十六島（日语：十六島 (茨城県・千葉県)）設站[3]。
- 1970年（昭和45年）8月20日：日本國有鐵道車站啟用[1]。為旅客車站。
- 1987年（昭和62年）4月1日：伴隨國鐵分割民營化，車站由東日本旅客鐵道（JR東日本）營運[1]。
- 2009年（平成21年）3月14日：成為東京近郊區間範圍內[4]。
- 2020年（令和2年）3月14日：此站開始可以使用IC卡「Suica」[5][6]。

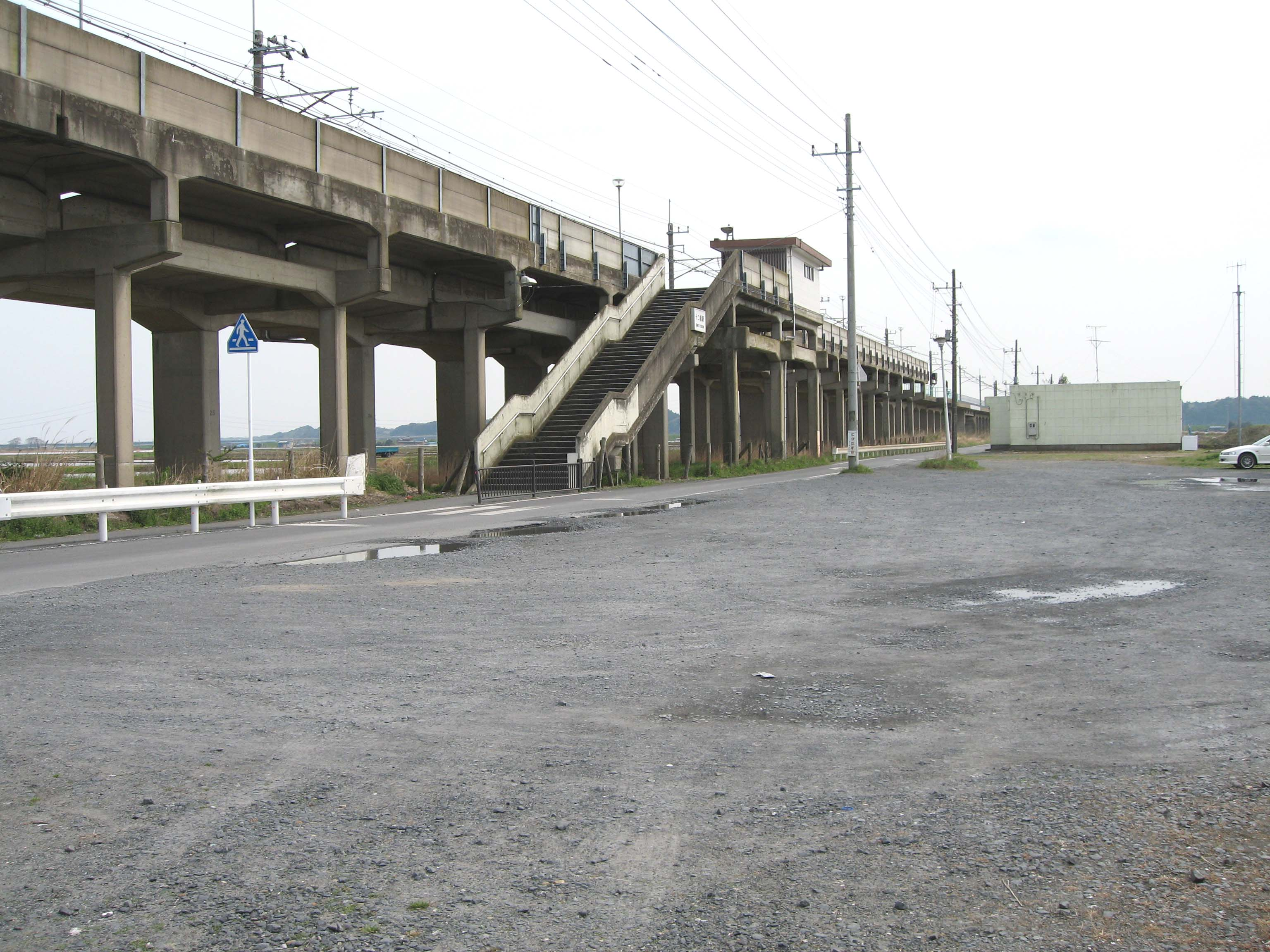
2007年的站前。現時成為停車場。
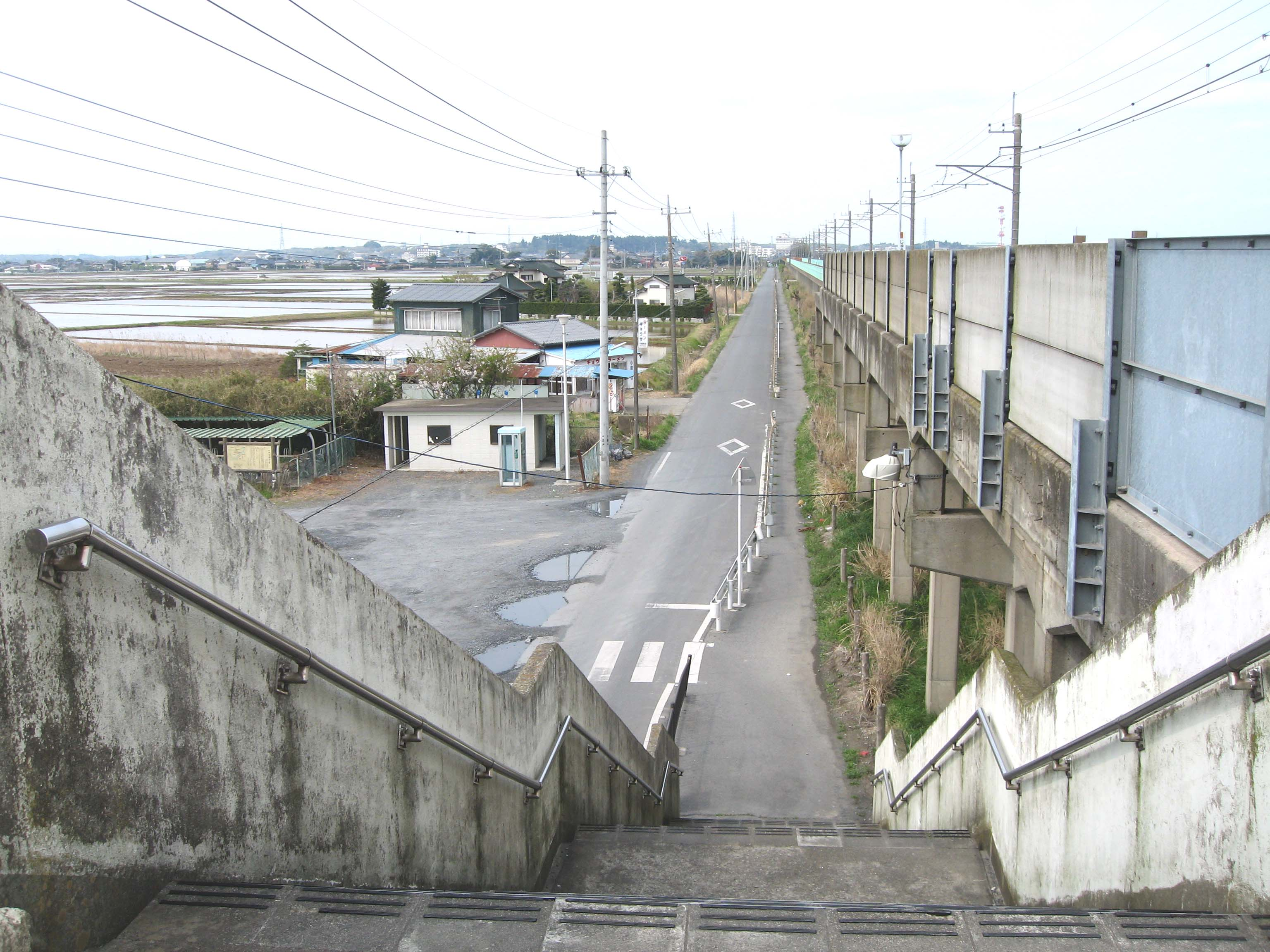
從月台望向站前（工程前）。

## 車站構造
此站是高架車站，設有1面1線的單式月台。月台沒有提高高度。月台可容納6卡車廂。
此站是由佐原站管理的無人車站。此站沒有車站大樓，在月台上設有候車室。此站設有乘車站證明票發行機和簡易Suica閘機。

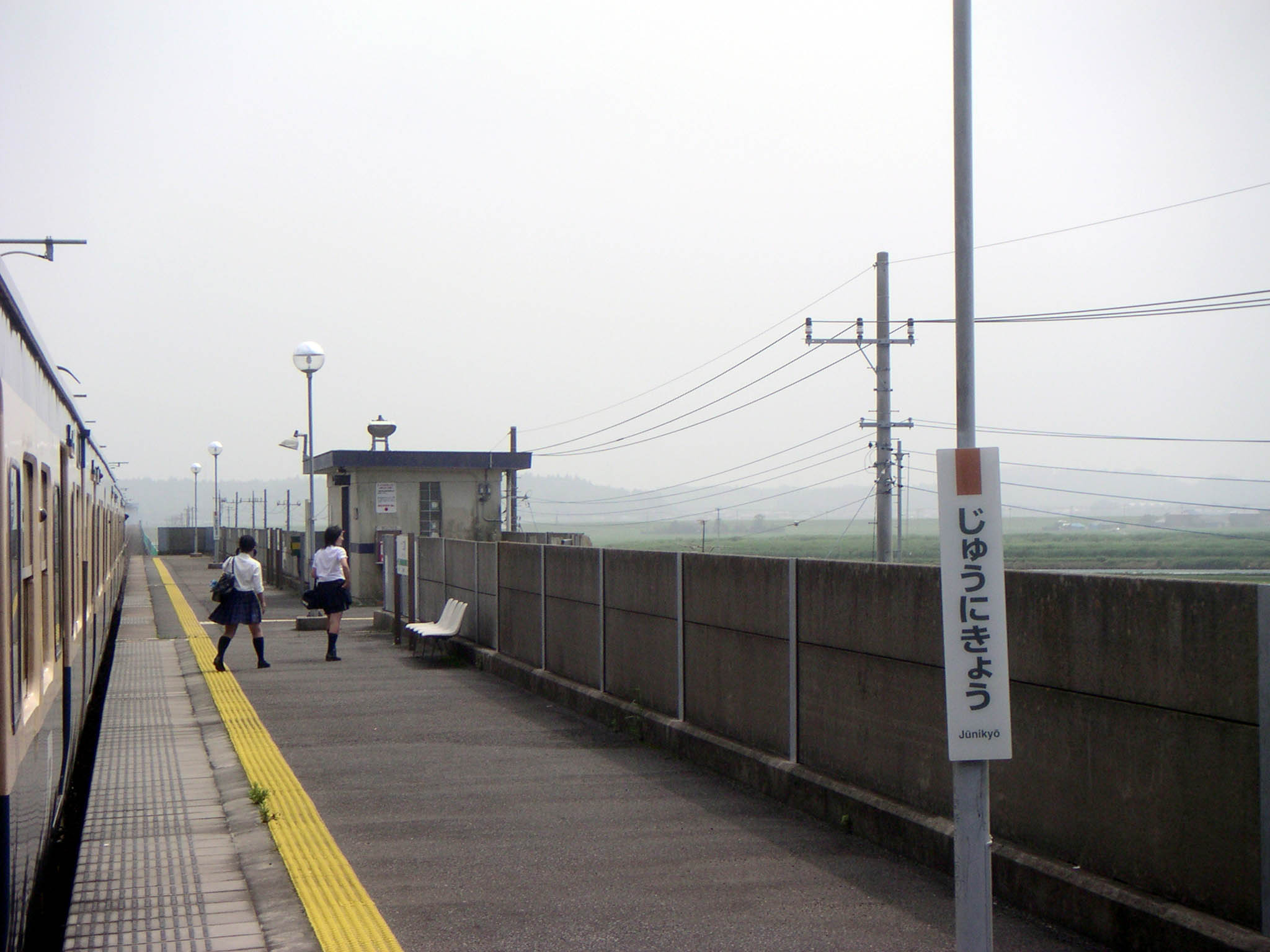
月台（2005年7月3日）
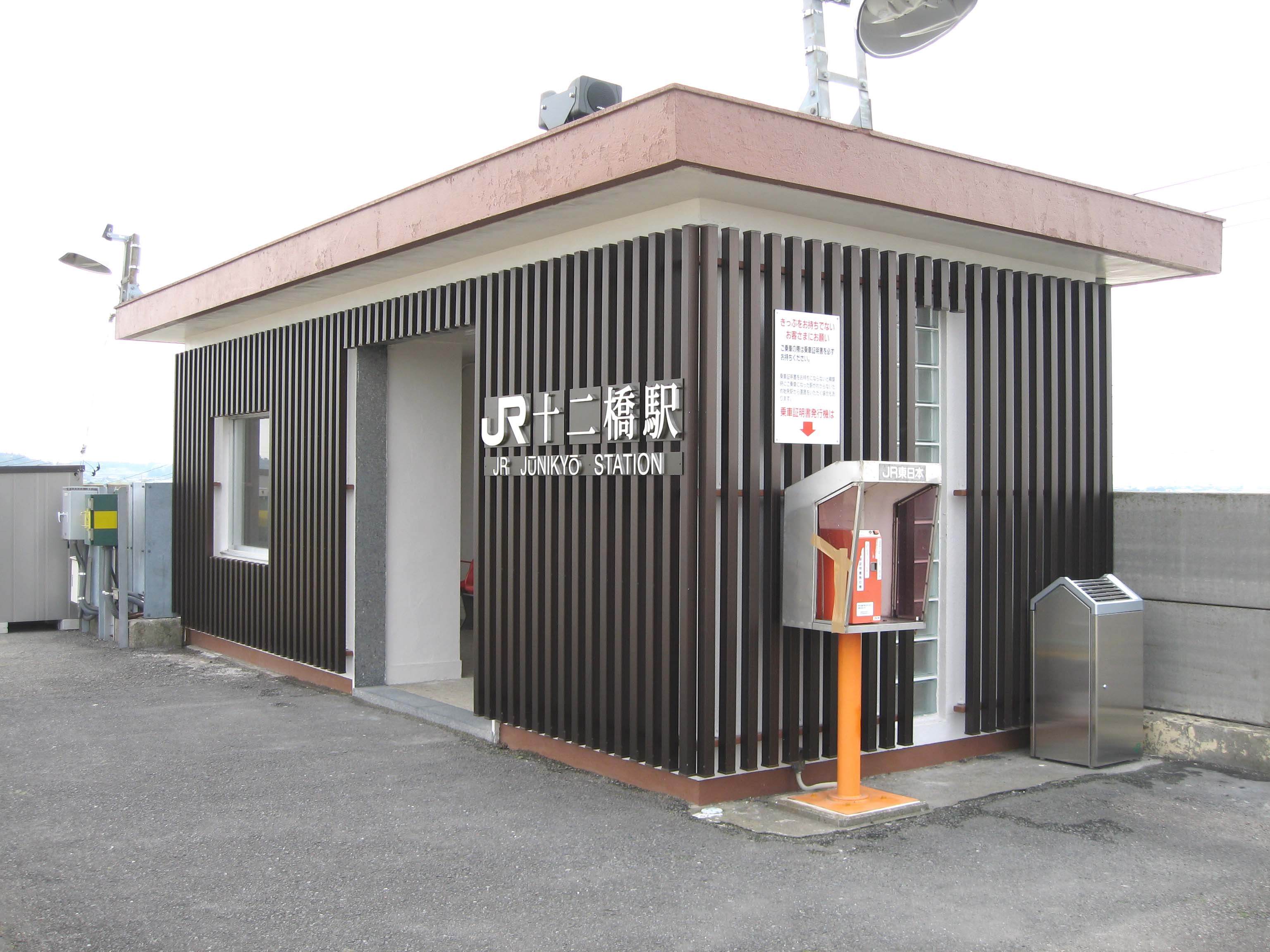
候車室（2007年4月11日）

## 使用狀況
在2006年（平成18年）度1日平均乘車人次為55人，以下為乘車人次變化列表：
| 乘車人次變化       | 乘車人次變化     | 乘車人次變化 |
| 年度               | 1日平均 乘車人次 | 參考資料     |
| ------------------ | ---------------- | ------------ |
| 1990年（平成02年） | 105              | [ * 1 ]      |
| 1991年（平成03年） | 108              | [ * 2 ]      |
| 1992年（平成04年） | 109              | [ * 3 ]      |
| 1993年（平成05年） | 121              | [ * 4 ]      |
| 1994年（平成06年） | 133              | [ * 5 ]      |
| 1995年（平成07年） | 135              | [ * 6 ]      |
| 1996年（平成08年） | 115              | [ * 7 ]      |
| 1997年（平成09年） | 113              | [ * 8 ]      |
| 1998年（平成10年） | 115              | [ * 9 ]      |
| 1999年（平成11年） | 115              | [ * 10 ]     |
| 2000年（平成12年） | 107              | [ * 11 ]     |
| 2001年（平成13年） | 95               | [ * 12 ]     |
| 2002年（平成14年） | 85               | [ * 13 ]     |
| 2003年（平成15年） | 79               | [ * 14 ]     |
| 2004年（平成16年） | 75               | [ * 15 ]     |
| 2005年（平成17年） | 65               | [ * 16 ]     |
| 2006年（平成18年） | 55               | [ * 17 ]     |

## 車站周邊

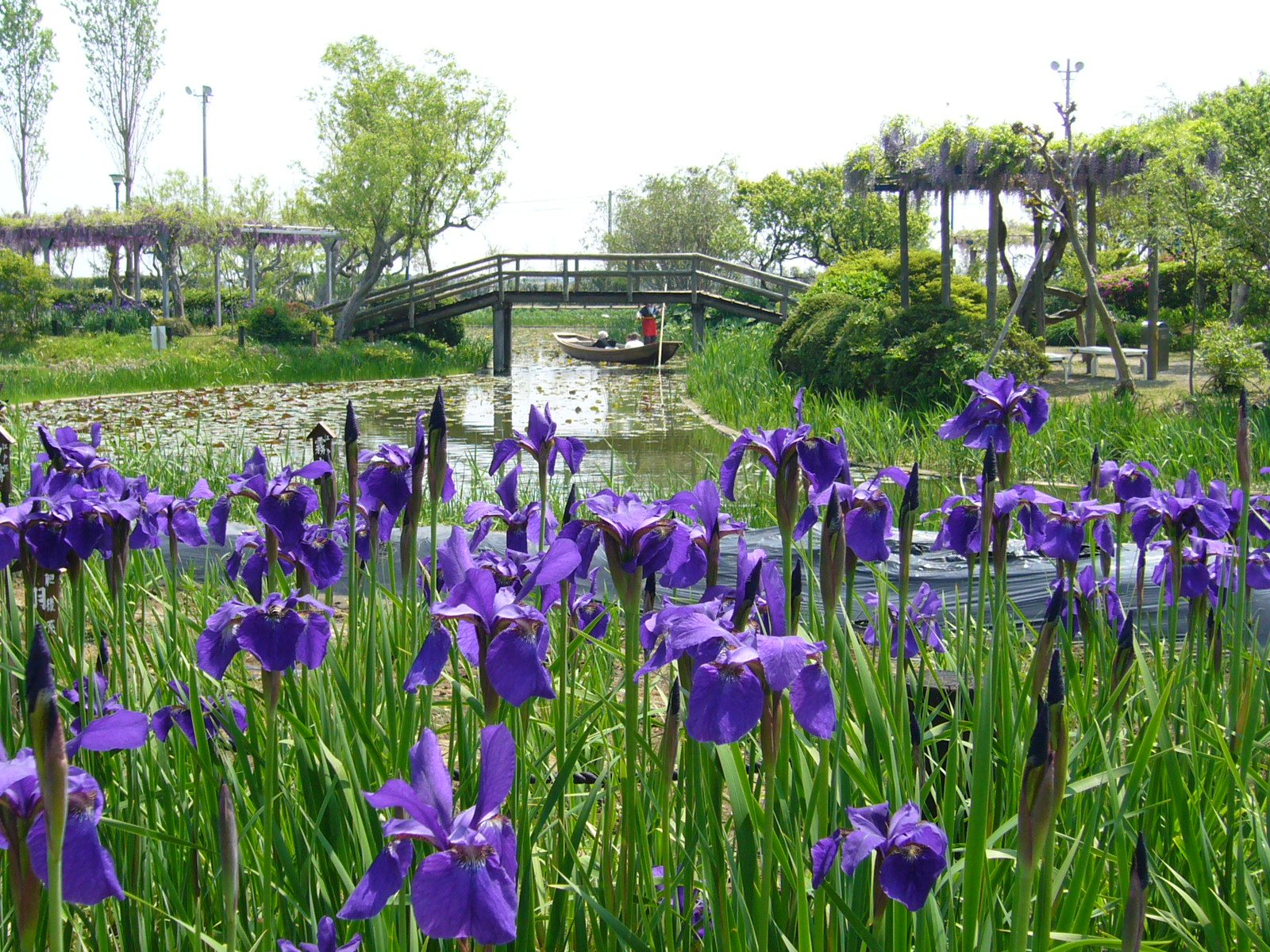
水鄉佐原溪蓀園

站前的停車場內設有香北地區進行土地改良項目竣工紀念的石碑。此站位於水鄉地帶，在1970年代前，此站附近沒有道路，只有水路。
在2010年10月站前進行工程，加設了停車場和公廁。
- 與田浦（日语：与田浦）
- 加藤洲十二橋
- 香取廣域市町村圈事務組合（日语：香取広域市町村圏事務組合）佐原消防署十六島出張所
- 水鄉佐原溪蓀園（日语：水郷佐原あやめパーク）
- 千葉縣立中央博物館 大利根分館

## 相鄰車站
東日本旅客鐵道（JR東日本）
■鹿島線
香取－十二橋－潮來

## 注腳

### 使用狀況
1. ↑  千葉縣統計年鑑 （页面存档备份，存于）（日語） - 千葉縣
2. ↑  香取市統計書 （页面存档备份，存于） - 香取市

千葉縣統計年鑑
1. ↑  千葉縣統計年鑑（平成3年） （页面存档备份，存于）（日語）
2. ↑  千葉縣統計年鑑（平成4年） （页面存档备份，存于）（日語）
3. ↑  千葉縣統計年鑑（平成5年） （页面存档备份，存于）（日語）
4. ↑  千葉縣統計年鑑（平成6年） （页面存档备份，存于）（日語）
5. ↑  千葉縣統計年鑑（平成7年） （页面存档备份，存于）（日語）
6. ↑  千葉縣統計年鑑（平成8年） （页面存档备份，存于）（日語）
7. ↑  千葉縣統計年鑑（平成9年） （页面存档备份，存于）（日語）
8. ↑  千葉縣統計年鑑（平成10年） （页面存档备份，存于）（日語）
9. ↑  千葉縣統計年鑑（平成11年） （页面存档备份，存于）（日語）
10. ↑  千葉縣統計年鑑（平成12年） （页面存档备份，存于）（日語）
11. ↑  千葉縣統計年鑑（平成13年） （页面存档备份，存于）（日語）
12. ↑  千葉縣統計年鑑（平成14年） （页面存档备份，存于）（日語）
13. ↑  千葉縣統計年鑑（平成15年） （页面存档备份，存于）（日語）
14. ↑  千葉縣統計年鑑（平成16年） （页面存档备份，存于）（日語）
15. ↑  千葉縣統計年鑑（平成17年） （页面存档备份，存于）（日語）
16. ↑  千葉縣統計年鑑（平成18年） （页面存档备份，存于）（日語）
17. ↑  千葉縣統計年鑑（平成19年） （页面存档备份，存于）（日語）

## 外部連結
- 車站資訊（十二橋）：東日本旅客鐵道（日語）